# 73701 Siegfriedbauer
73701 Siegfriedbauer è un asteroide della fascia principale. Scoperto nel 1991, presenta un'orbita caratterizzata da un semiasse maggiore pari a 2,4338095 UA e da un'eccentricità di 0,0881794, inclinata di 3,28647° rispetto all'eclittica.